# Karin Enström
Karin Märta Elisabeth Enström z domu Landerholm (ur. 23 marca 1966 w Uppsali) – szwedzka polityk, parlamentarzystka, minister obrony, oficer w szwedzkich siłach zbrojnych.

## Życiorys
Absolwentka szkoły wojskowej Kungliga Krigshögskolan, służyła w szwedzkiej marynarce wojennej w stopniu kapitana. Zaangażowała się w działalność Umiarkowanej Partii Koalicyjnej. Od 1994 wybierana na radną miejscowości Vaxholm, była przewodniczącą rady w latach 2002–2006. W 1998 po raz pierwszy uzyskała mandat posłanki do Riksdagu z listy konserwatystów. Od tego czasu skutecznie ubiegała się o reelekcję w kolejnych wyborach w 2002, 2006 i 2010. 18 kwietnia 2012 objęła urząd ministra obrony w gabinecie Fredrika Reinfeldta. Zakończyła urzędowanie w 2014, w tym samym roku oraz w 2018 i 2022 ponownie wybierana do szwedzkiego parlamentu. W 2022 powołana na partyjnego sekretarza Umiarkowanej Partii Koalicyjnej.
Siostra polityka i dyplomaty Henrika Landerholma.